# Jean-Paul Goude

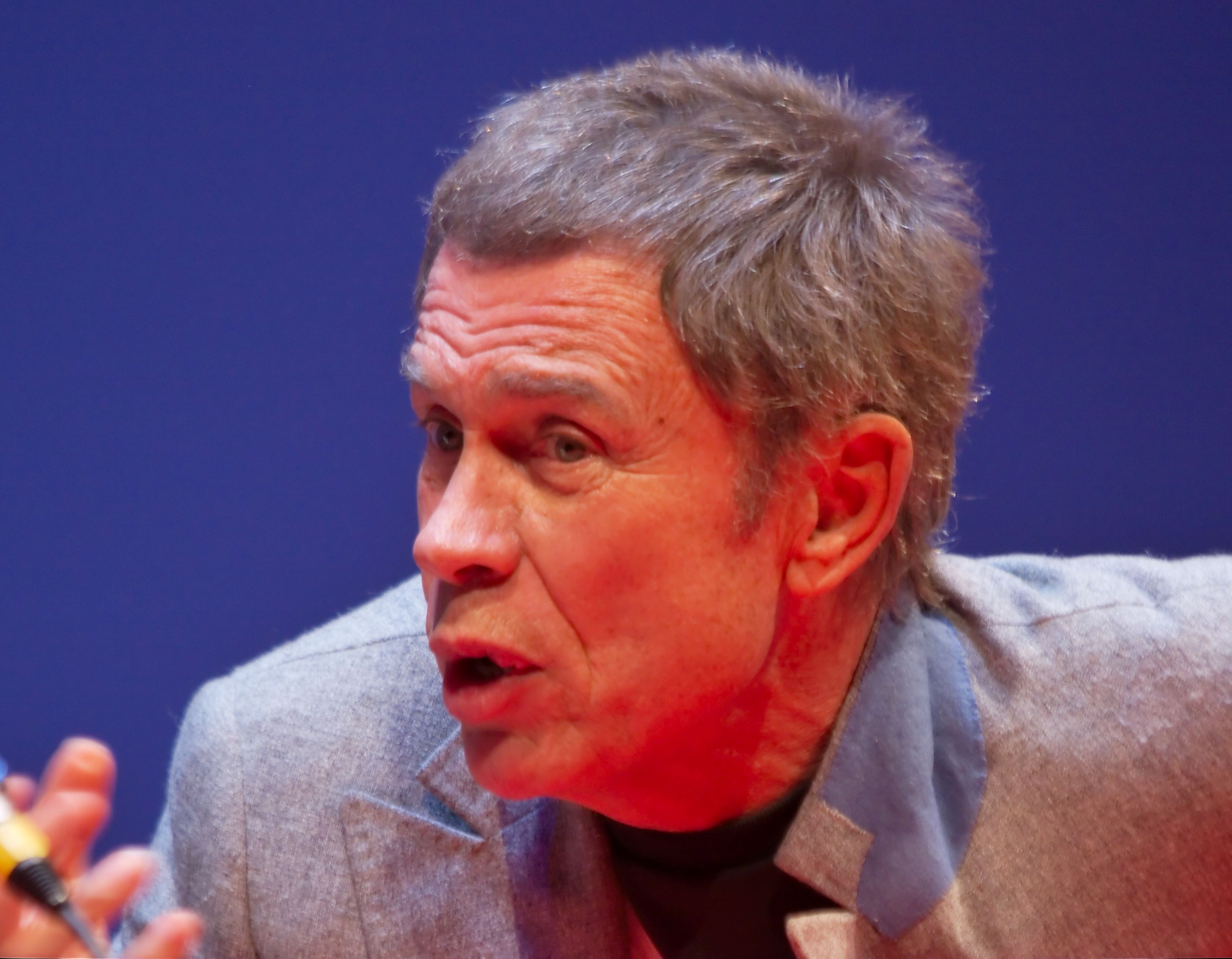
Jean-Paul Goude (2008)

Jean-Paul Goude (* 1940) ist ein französischer Grafik-Designer, Illustrator, Fotograf und Werbefilmregisseur. Er schuf bekannte Werbung für Marken wie Perrier, Citroën und Chanel.

## Leben
Goude ist Sohn einer amerikanischen Tänzerin und eines französischen Vaters. Kindheit und Schule verbrachte er in Saint-Mandé, einer kleinbürgerlichen Vorstadt von Paris. Auf Wunsch des Vaters besuchte er das technisch ausgerichtete Lycée Voltaire, wechselte aber nach schulischen Misserfolgen an die Académie de la Grande Chaumière. In dieser Zeit entstand sein Interesse am Film, insbesondere am amerikanischen Musical. Er nahm Tanzunterricht mit dem Ziel, Musical-Regisseur zu werden. 1962 verbrachte er die Sommermonate in New York City, hatte Unterricht am American Ballet Centre unter Robert Joffrey, der ihm jedoch von einer Tanzlaufbahn abriet. Nach seiner Rückkehr nach Paris wurde er auf Einladung von Kimpy Baumgartner künstlerischer Leiter des Warenhauses Printemps, war im Bereich der Modeillustration erfolgreich. Er lebte bis 1976 in New York, wo er Art Director beim Esquire war. 1972 war er als Stilist des Model Radiah erfolgreich, es folgten Aufnahmen für den Esquire und den Playboy. Des Weiteren arbeitete er in den folgenden Jahren in der Werbefotografie (u. a. für Chanel, Hermés, Gaultier, Lagerfeld) und übernahm 1989 die künstlerische Leitung der Zweihundertjahrfeier der Französischen Revolution.  Ab 2001 war er für den werblichen Auftritt der Galeries Lafayette tätig.
Mit der Künstlerin Grace Jones hat er einen Sohn namens Paulo. Außerdem hat er eine Enkelin.

## Einige Werke
- Verschiedene Musikvideos für Grace Jones, 1981–1985
- Citroën CX, Werbung, 1984, (Das Fahrzeug fährt in den offenen Mund von Grace Jones).
- Chanel Egoïste, Werbung, 1990
- Chanel Coco, Werbung, 1991, mit Vanessa Paradis als Vogel in einem Käfig

## Lexikalischer Eintrag
- Hans-Michael Koetzle: Fotografen A-Z. Taschen Deutschland, 2015 ISBN 978-3-8365-5433-6.